# マルギッタ・グンメル
マルギッタ・グンメル (Margitta Gummel、1941年6月29日 - 2021年1月26日)は、旧東ドイツの陸上競技選手。1968年メキシコシティーオリンピック女子砲丸投金メダリストである。
グンメルは4年後の1972年ミュンヘンオリンピックにも出場。しかし、ソ連のナデジダ・チジョワに敗れ銀メダルに終わった。

## 主な実績
| 年   | 大会                     | 場所                     | 種目   | 結果 | 記録   |
| ---- | ------------------------ | ------------------------ | ------ | ---- | ------ |
| 1966 | ヨーロッパ室内陸上選手権 | ドルトムント(西ドイツ)   | 砲丸投 | 1位  | 17.30m |
| 1966 | ヨーロッパ陸上選手権     | ブダペスト(ハンガリー)   | 砲丸投 | 2位  | 17.05m |
| 1968 | ヨーロッパ室内陸上選手権 | マドリッド(スペイン)     | 砲丸投 | 2位  | 17.62m |
| 1968 | オリンピック             | メキシコシティ(メキシコ) | 砲丸投 | 1位  | 19.61m |
| 1969 | ヨーロッパ陸上選手権     | アテネ(ギリシャ)         | 砲丸投 | 2位  | 19.58m |
| 1971 | ヨーロッパ室内陸上選手権 | ソフィア(ブルガリア)     | 砲丸投 | 2位  | 19.50m |
| 1971 | ヨーロッパ陸上選手権     | ヘルシンキ(フィンランド) | 砲丸投 | 3位  | 19.22m |
| 1972 | オリンピック             | ミュンヘン(西ドイツ)     | 砲丸投 | 2位  | 20.22m |